# 突袭榟橔
对榟橔（泽通）的突袭（“最后的攻击”）是奥斯曼帝国对马耳他岛实施的最后一次重大攻击，而当时统治马耳他岛的，是圣约翰骑士团。这场攻击发生于1614年7月。突袭者们劫掠了榟橔（泽通）镇及其附近地区，后来他们被骑士团的骑兵和东南诸村镇的居民们击退，并回到了他们的舰船之上。

## 背景
在1551年，奥斯曼人首次尝试夺取马耳他。在那一年他们洗劫了戈佐，但终却无法接管这座岛屿。在1565年，他们做了第二次尝试，那便是“马耳他大围攻”，但在四个月的战斗之后，他们还是被击退了。随着1571年的勒班陀战役，奥斯曼人远离了马耳他，但在十六世纪之末，他们再一次开始侵犯起了地中海中心。在1598年，40艘奥斯曼舰船出现在了西西里岛帕塞罗海岬不远处的海面上，从而令马耳他响起了一般性警报。类似的紧急情况在1603年和1610年也发生过。因此，骑士团开始准备应对奥斯曼人的攻击。戈佐岛上的已被废弃的奇塔德拉城堡被重新建造，瓦莱塔的供水系统也因为维尼亚库尔高架渠这一建筑而得到了安全保障，此外，诸多海岸瞭望塔也开始被建造。

## 攻击
1614年7月6日，距天亮还差两小时时，一支由60艘舰船（包括52艘大帆船）组成的土耳其大军队在哈利勒帕夏的统率下试图在马尔萨什洛克湾登陆，但却被来自新建造的圣卢奇安塔的炮火所击退。舰队随后在马尔萨斯卡拉的圣多马湾下锚，并设法让5000到6000人在未受阻碍的情况下成功登陆。
村民们撤退到了修筑了防御工事的维托里奥萨镇和森格莱阿镇。土耳其人未能成功将这些村民抓为奴隶，但他们着手洗劫了附近的城镇和村子，并在那些地方放了火。瓦莱塔和姆迪纳的大炮发出了警报声，与此同时大团长阿洛夫·德·维尼亚库尔命令将所有奴隶监禁，所有骑士赶赴他们的警戒岗位。
奥斯曼人首先洗劫了附近的扎巴尔村的慈悲圣母教堂（当时是榟橔教区的一部分）。他们中的一些人前去攻击圣卢奇安塔，与此同时，军队中剩下的人则劫掠了榟橔村。而榟橔的居民们早在听到了攻击声之后，就已经遗弃了他们的村子。奥斯曼人烧了这一区域的农场和农田，他们还摧毁了圣格雷戈里教堂。这座教堂当时被叫作圣加大肋纳教区教堂。圣格雷戈里教堂的主祭坛旁后来有一块纪念匾，匾上刻录的文字描绘了这场攻击。它说道：
在1614年7月6日星期天的早前几小时，一支土耳其军队从60艘大帆船登陆，六千人因而在圣多马小湾的那个叫作埃齐拉（Ghizira）的地方上岸。土耳其人立刻到达了布莱贝尔（Bulebel）的封地控制下的耕地，突袭了附近的恰萨利（Casali）。他们洗劫了这些小镇，烧了耕地并对圣加大肋纳的主体教堂和其他所有教堂做了许多破坏。多人被俘和被杀，他们被打退，回到了埠头。无基督徒被俘，但在袭击中有二十人受伤。从那一日直到1614年9月11日，所有生于这个教区的人不得不在别处受洗礼。摘自本教区洗礼册第二册。
骑士团派出了一支由德·孔普勒米（de Compremy）骑士统率的骑兵团来攻击入侵者，但他们几乎被奥斯曼突袭者们击败了。骑士卡斯特朗·德·卡斯特莱·科尔纳塔（Castellan de Castellet Cornetta）和安德烈·马尔科纳拉尔（Andrea Marconeral）以及差不多20名别的骑士和马耳他人在这场攻击中受伤。在这场攻击中展示了其勇气的马尔科纳拉尔，在两天后死于他所受的伤，而德·孔普勒米也阵亡了。随后，来自骑士团舰队的士兵们在骑士门德斯（Mendes）的带领下被派来击退入侵者们。与此同时，一支由大约6000到8000名马耳他人组成的民兵部队被集结起来，并且它同奥斯曼人进行了战斗。在攻击期间，马耳他民兵中的一员，克莱门特·塔博内，由于其展示的勇气而被记录了下来。来自哈利勒帕夏的大帆船上的一声炮响，宣告了突袭者们撤回他们的大帆船。在这场打斗之中，一些奥斯曼突袭者阵亡，他们中大约有50到60人被俘为奴。
奥斯曼人回到了他们舰船，并随后尝试在圣保罗湾进行另一场登陆。在尝试失败之后，他们航行到了梅利哈湾以在此取水，并且他们还攻击了这个村子和它的圣殿。次日，舰队航向了巴巴利海岸，准备去的黎波里讨伐当地的一支叛军。这支舰队后来又在伯罗奔尼撒南部镇压了一场希腊人起义，之后在1614年11月返回到了君士坦丁堡。

## 影响
这场攻击确认了骑士团对海岸瞭望塔的需求，并且在1614年7月11日，一座被用来防御圣多马湾的塔楼也被批准建造。不过，这座新塔并不能与圣卢奇安塔互相传递讯息，所以，骑士团还需要有一些中间信号站。如果两个海湾中的某一个遭受了敌人攻击或者有敌人登陆，那么有了这些中间信号站，增援部队就能被及时派遣。
随着这场攻击，骑士团为十五世纪的圣加大肋纳教区教堂添加了两个袖廊和一个圆屋顶。他们还建造了一条狭窄的通道。通道有着两扇小窗，通过这两扇窗，可以看到那些堡垒的塔楼。这条通道高高地位于袖廊外墙的最厚处的上面。多年来，在这座教堂的许多秘密通道里都有人骨被发现。它们都与这场攻击有关。
在1658年，榟橔佣兵部队的一员，克莱门特·塔博内，建造了一座供奉圣克雷芒的小教堂。这座教堂通常被说成是建造来庆祝脱离受袭之苦，并且据信，这座教堂所矗立的地方旁边曾有一场和土耳其突袭者们的战斗。不过，这场突袭和这座小教堂之间的确切联系并未被一手来源所证实。

## 文化
今天，这场攻击作为榟橔镇的历史中一个决定性时刻而被纪念。在1996年，当地的一名剧作家特雷沃尔·扎拉写了一部关于这场袭击的戏剧。在进入榟橔的诸多主路中，有一条路的所经之处的旁边就是和那些土耳其人战斗过的地方。这条路被重命名为了Triq l-Aħħar Ħbit mit-Torok（“土耳其人的最后的攻击街”），以纪念这场攻击。

## 图片

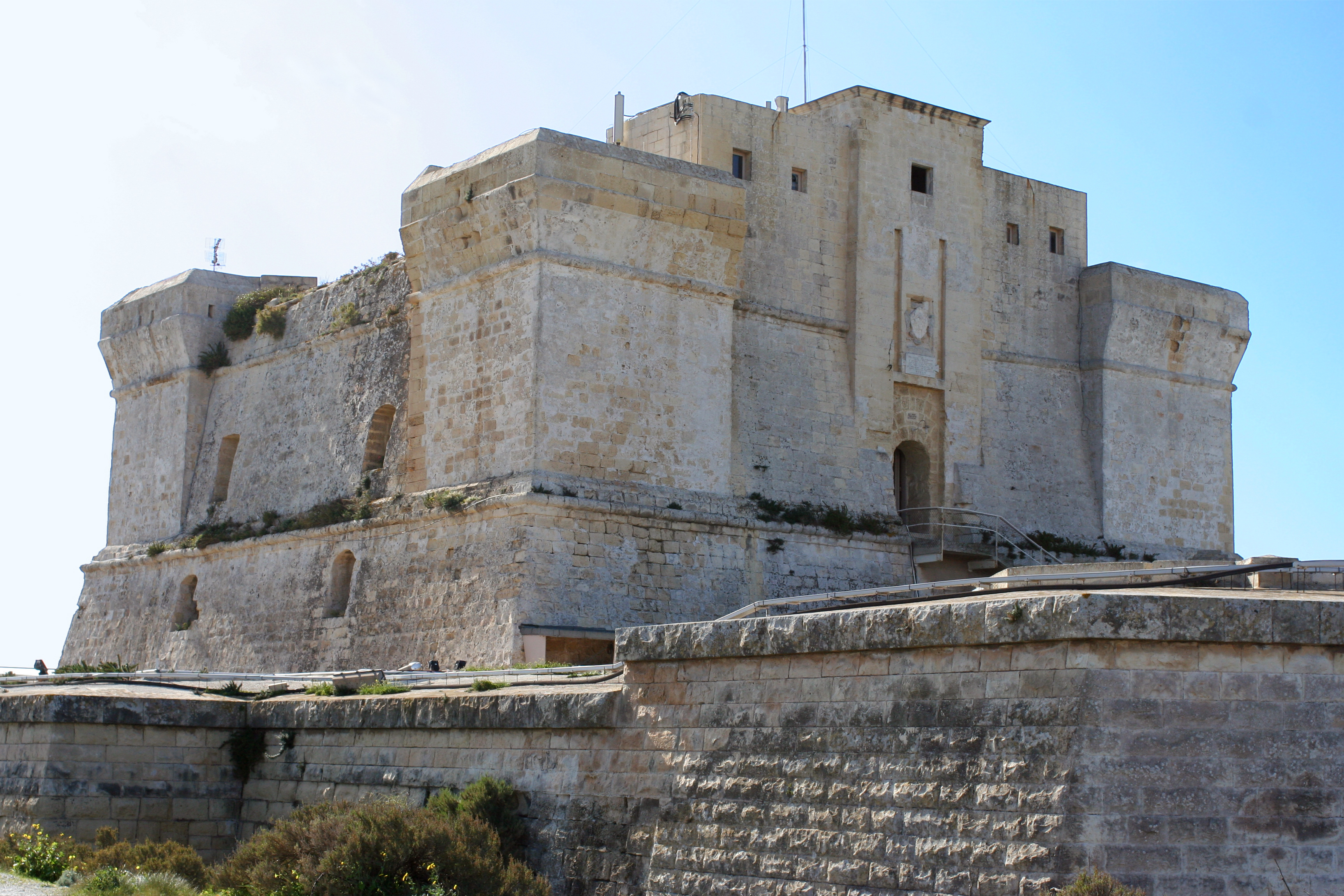
圣卢奇安塔（英语：Fort San Lucian），它阻止了奥斯曼人在马尔萨什洛克湾登陆
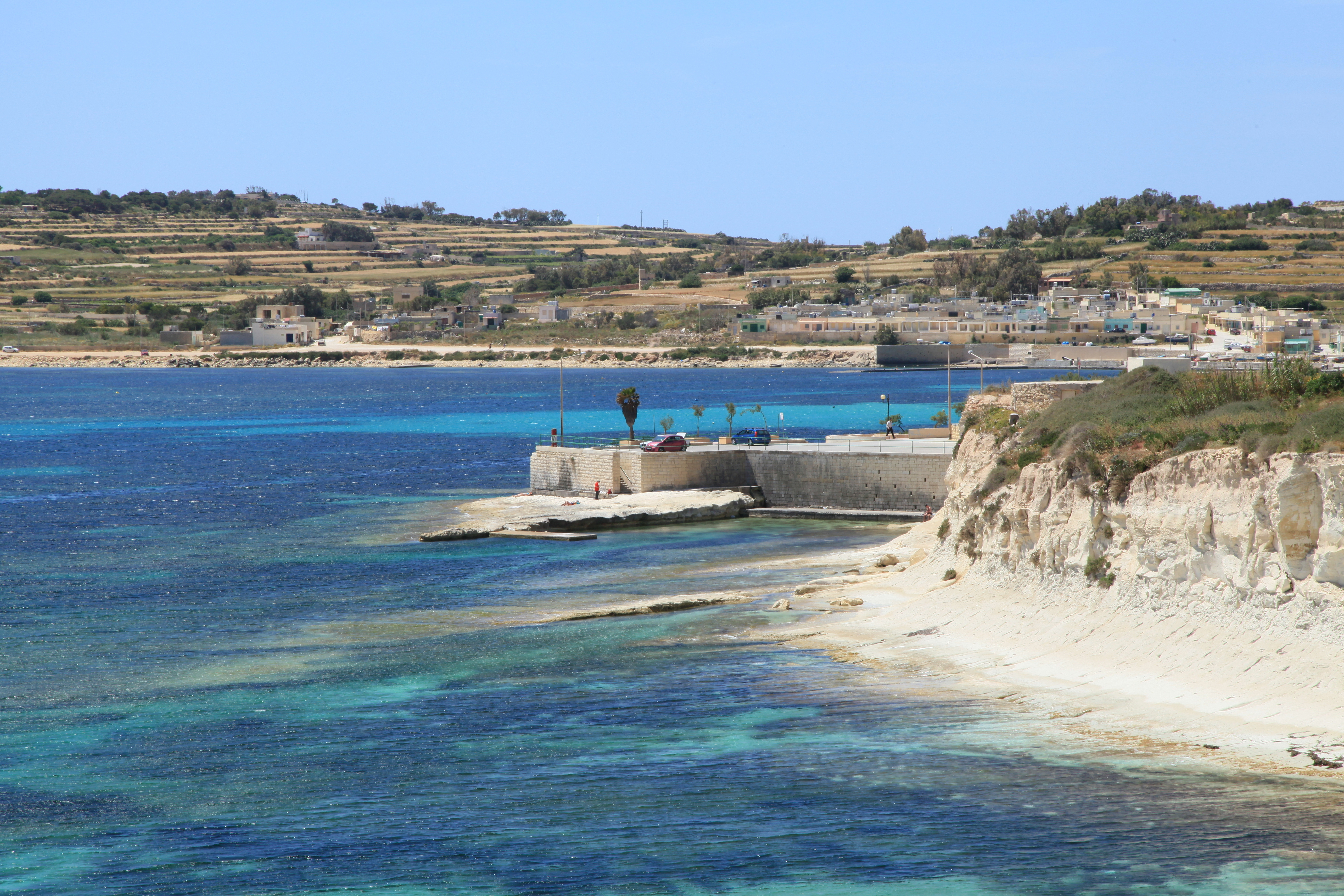
圣多马湾，奥斯曼人在此登陆
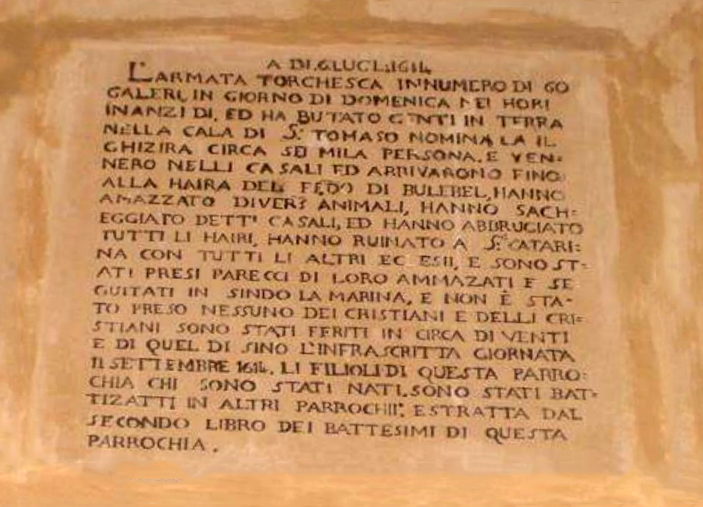
圣格雷戈里教堂遭受突袭的纪念匾
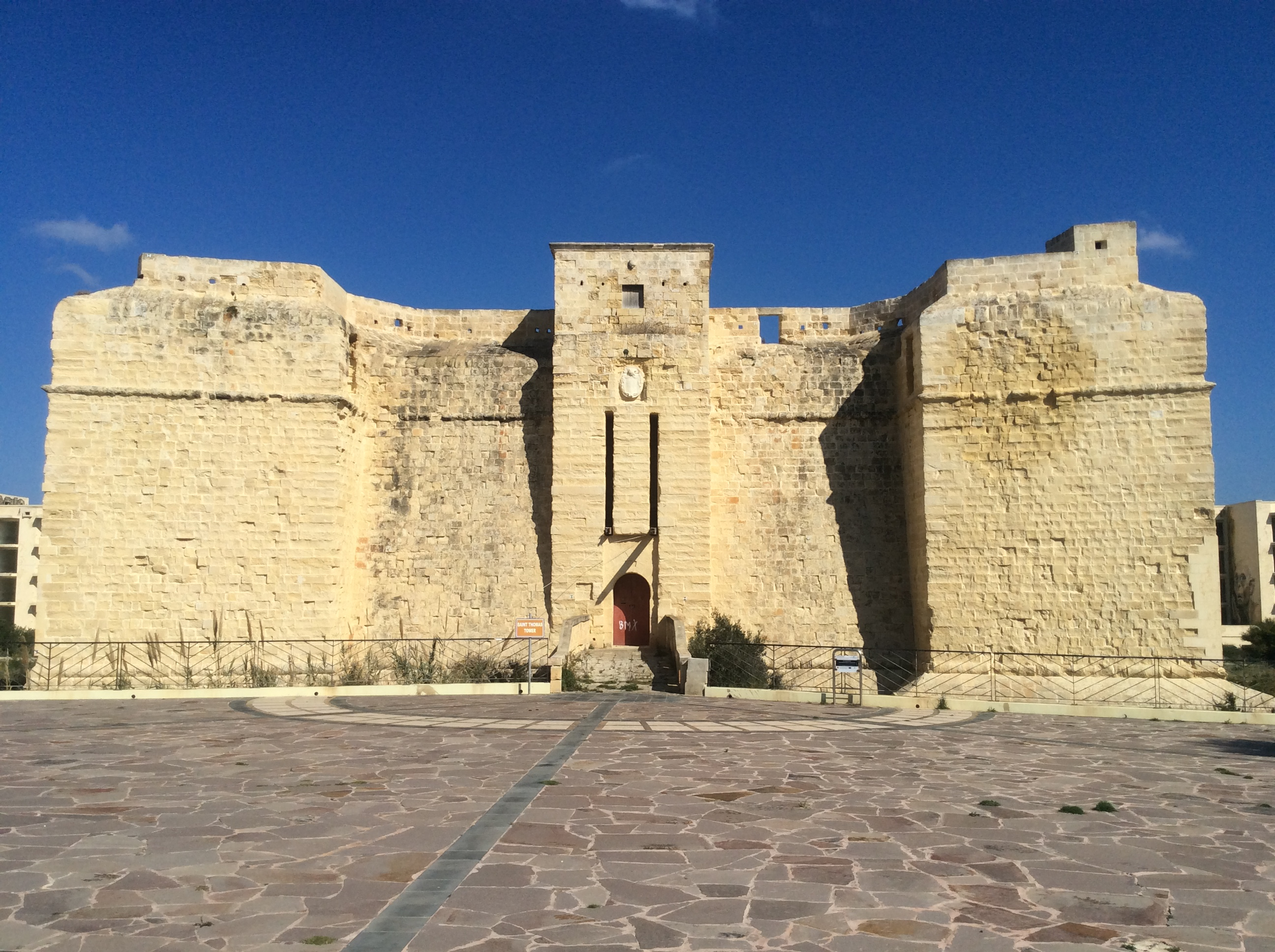
圣多马塔（英语：Saint Thomas Tower），在圣多马湾遭袭不久之后，它被建造来保护圣多马湾
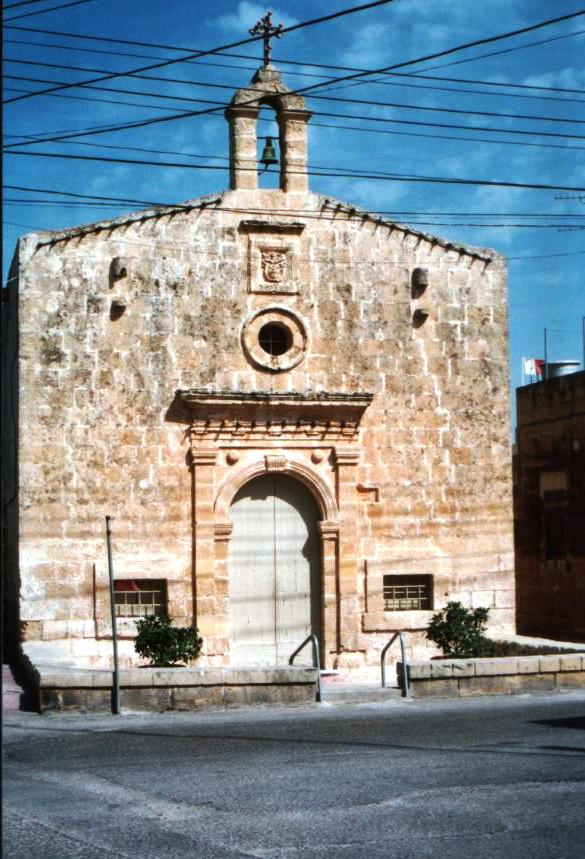
榟橔的圣克雷芒小教堂（英语：St Clement's Chapel, Żejtun），建造于1658年，可能被用来庆祝脱离受袭之苦

### 引用
1. 1 2 3 4 5 6  Spiteri, Stephen C. . Arx – International Journal of Military Architecture and Fortification. 2013, (3): 42–43  [21 December 2015]. （原始内容存档于2018-11-19）.
2. ↑  E.J. Brill First Encyclopaedia of Islam, 1913–1936, Volume 4 page 889
3. 1 2 3 4  Vassallo, Giovanni Antonio. . Tip. Francesco Cumbo. 1854: 647–649.
4. 1 2 3 4 5 6  Abela, Joe. . Kappelli Maltin. （原始内容存档于20 June 2017） （马耳他语）.
5. ↑  http://www.bdlbooks.com/maltese-history/5024-the-turkish-raid-of-1614.html%5B%5D
6. 1 2  Bugeja, Anton.  (PDF). The Turkish Raid of 1614. 2014: 42–57. （原始内容存档于20 June 2018）.
7. ↑  Ciantar 1772，第316–317頁
8. ↑  Hughes 1975，第122頁
9. ↑  Fiona Vella. . Times of Malta. 2012  [2021-09-23]. （原始内容存档于2016-03-03）.
10. ↑  Vv Aa. 1955，第155頁
11. ↑  . Żejtun Local Council. 2012  [2021-09-23]. （原始内容存档于2014-08-11）.
12. ↑  Cassar, Daphne. . tvm.com.mt. 2014-07-05  [2019-01-26]. （原始内容存档于2019-04-21）.
13. ↑  Zahra, Trevor. . University of Malta. 1996-09-03  [2019-01-26]. （原始内容存档于2021-03-05）.
14. ↑   (PDF). Electoral Commission. 2018-08-10  [2019-01-26]. （原始内容 (PDF)存档于2022-07-01）.
15. ↑  Castillo, Ruth. . TVM. 16 May 2019. （原始内容存档于18 May 2019） （马耳他语）.